# 陳周
陳周（1448年—1502年），字文美，號東厓，直隸常州府無錫縣人，民籍，明朝政治人物。

## 生平
成化十三年（1477年）丁酉科應天府鄉試第四十九名舉人。成化十七年（1481年）中式辛丑科會試第七十八名，二甲第四十七名進士。授户部主事，督理漕运，奏请免除浙江、福建欠税。历官河南布政司右参政，行部得穴金，全部用以抵扣欠官府租税的汝南百姓。周王府侵占民田，悉理還之。弘治十五年卒于官。

## 家族
曾祖陳琮；祖父陳公寔；父陳昱，四川廣安州同知。母顧氏。严侍下。兄陈瑄。子陈凤（1499年-1549年），初號古塘，更號石村。